# Katharina Stark

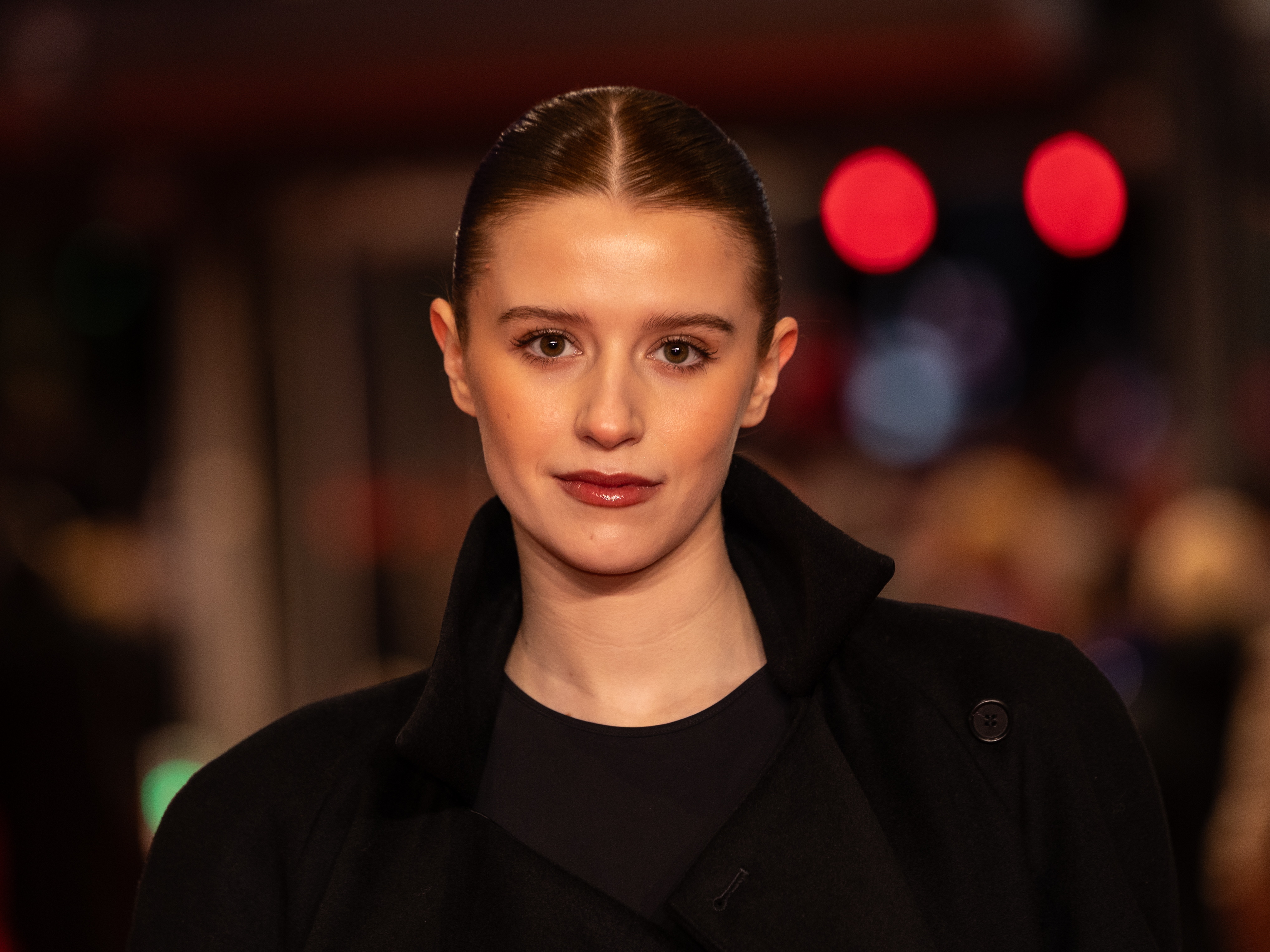
Katharina Stark auf der Berlinale 2025

Katharina Stark (* 26. September 1998 in Fellheim) ist eine deutsche Schauspielerin.

## Leben
Katharina Stark wuchs in Fellheim auf und nahm auf eigenen Wunsch schon im Kindesalter Unterricht in Schauspielerei.
Bekannt wurde sie in ihrer Rolle als „Similde“ in dem Fantasyfilm König Laurin von 2016.
Sie wirkte mit in den Kurzfilmen Superheroes  von Volker Petters (2017), Mimikry von Anika Mätzke (2017) und Take me to the land of Jihad von Philipp Dettmer (2016). Im Fernsehen trat sie unter anderem auf in der ZDF-Folge Inga Lindström – Tanz mit mir.
Von 2018 bis 2022 absolvierte Katharina Stark ihre Schauspielausbildung an der Otto-Falckenberg-Schule in München.
Im Dezember 2023 wurde Stark von European Film Promotion zu einem der zehn European Shooting Stars des Jahres 2024 bestimmt. Im Mai 2024 wurde sie Mitglied der European Film Academy.

## Filmografie
- 2016: König Laurin
- 2017: Inga Lindström – Tanz mit mir
- 2017: Kreuzfahrt ins Glück – Hochzeitsreise nach Sardinien
- 2017: Luna
- 2018: SOKO Köln – Der Tod kommt online
- 2018: Der Staatsfeind
- 2018: In aller Freundschaft – Die jungen Ärzte (Fernsehserie, Folge 4.26 Unter Druck)
- 2018: Tatort – KI
- 2020: EnCore – Eine dezentrale Theaterserie (Folge 1.05 München)[10]
- 2020: Pan Tau (Fernsehserie, 2 Folgen)
- 2021: Morden im Norden (Fernsehserie, Folge Diva)
- 2021: In aller Freundschaft (Fernsehserie, Folge Sein oder Nichtsein)
- 2022: Polizeiruf 110: Das Licht, das die Toten sehen
- 2022: Und Ihr schaut zu
- 2023: Dead Girls Dancing
- 2023: Deutsches Haus (Miniserie, 5 Folgen)
- 2023: Ein Abend im Dezember
- 2023: I am the Greatest – Weil ich ein Kind der Sonne bin
- 2024: Bernhard Hötger – Vom Aufstieg und Leben eines Künstlers
- 2024: Polizeiruf 110: Unsterblich
- 2024: Franz

## Auszeichnungen
- 2023: Nominierung für den Förderpreis Neues Deutsches Kino – Schauspiel (Dead Girls Dancing) auf dem Filmfest München[11]
- 2024 European Shooting Star der Berlinale für Deutschland
- 2024 Nominierung Jupiter Award – Beste Schauspielerin (Serie) für ihre Rolle in Deutsches Haus
- 2024 New Faces Award – Beste Nachwuchsschauspielerin für ihre Rolle in Deutsches Haus[12]
- 2024 Blauer Panther – Beste Schauspielerin für ihre Rolle in Deutsches Haus
- 2024 Nominierung Deutscher Fernsehpreis – Beste Schauspielerin für ihre Rolle in Deutsches Haus